# وراطة

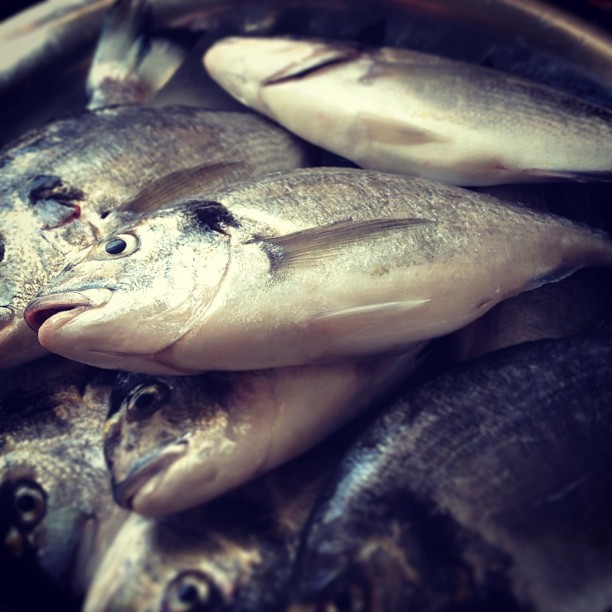
سمك الوراطة

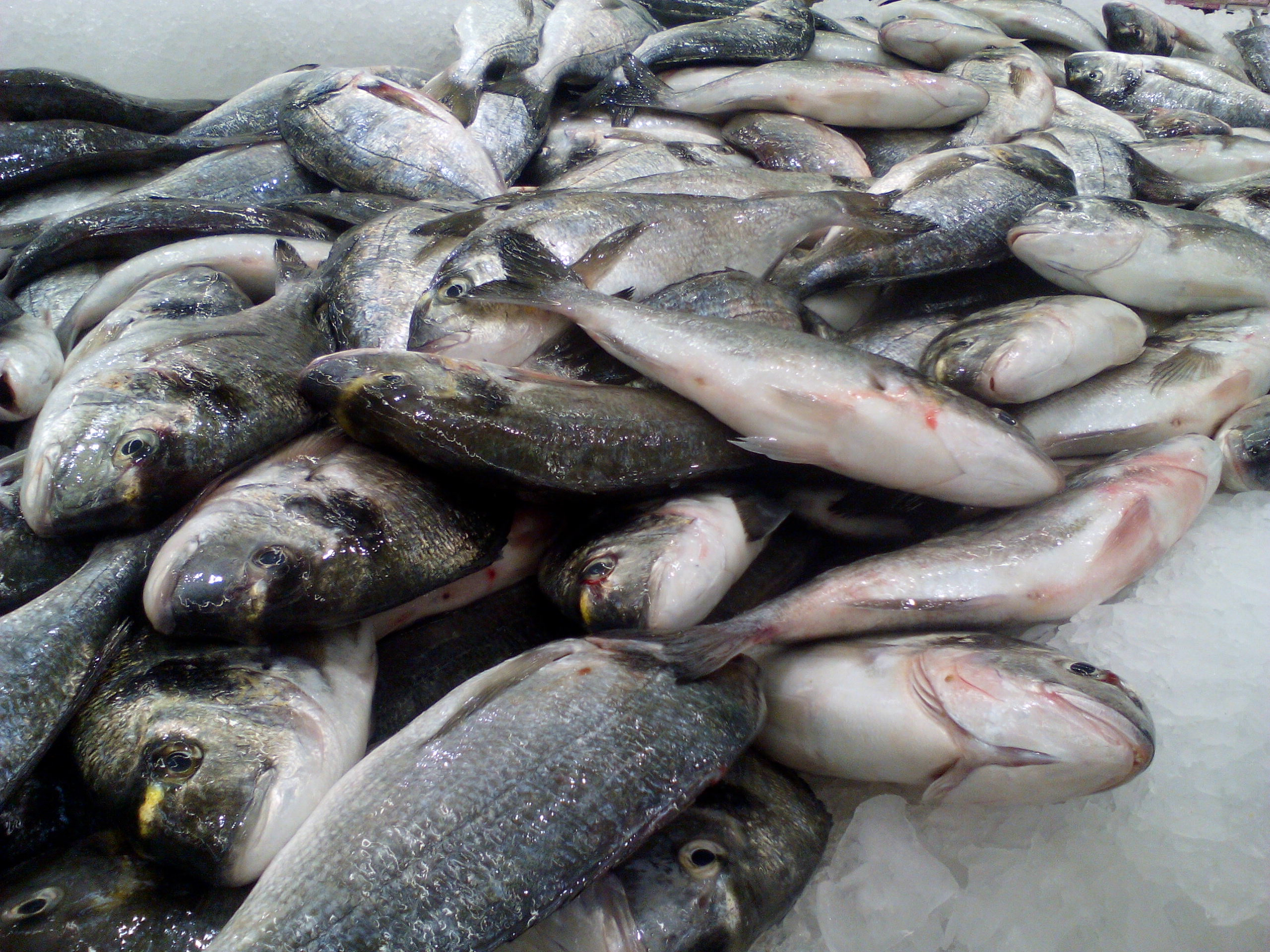
سمك الوراطة

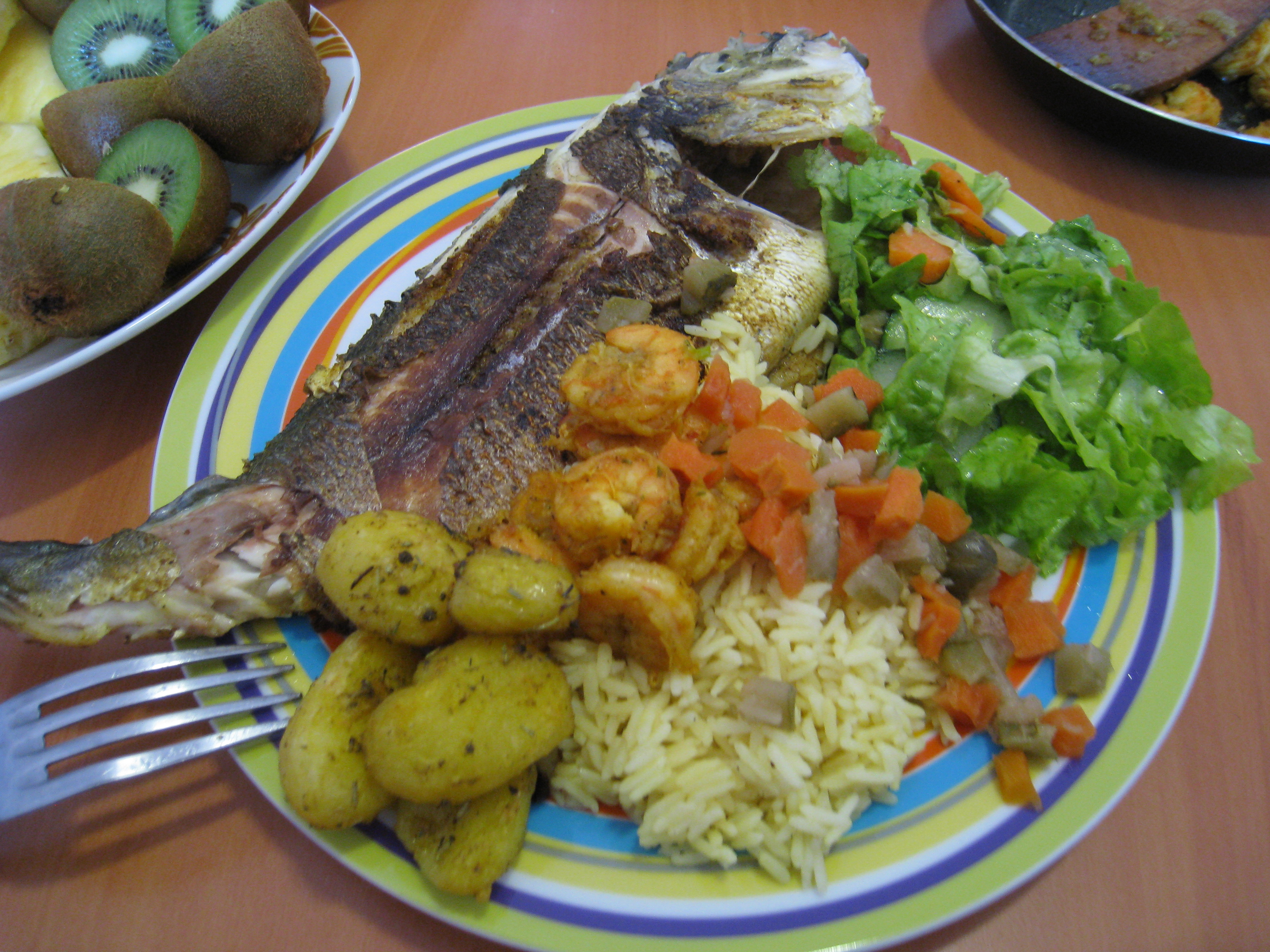
وجبة غداء بالوراطة المشوية

سمك الأبراميس (بالإنجليزي:sea bream) أو الوراطة أو الورقة يراوح طوله من 20 إلى 50 سنتمتر ويحتوي جسده على خطوط عمودية تصبح داكنة اللون أثناء فترة التـفـقيـس. وزنها لا يتجاوز غالبا مائتي غرام.